# Danh sách quan chức đứng đầu Nhà nước Tự do Congo và Congo thuộc Bỉ
Dưới đây là các quan chức đảm trách việc quản lý các lãnh thổ thuộc địa ở Nhà nước Tự do Congo và Congo thuộc Bỉ (sau là Cộng hòa Dân chủ Congo).

## Hiệp hội quốc tế Congo
Với lý do là để thành lập Nhà nước Tự do Congo, Hiệp hội quốc tế Congo (IAC) đã ký một hiệp ước với hơn 300 tù trưởng người Congo và do đó tổ chức có toàn quyền chính trị trên một khu vực rộng lớn của các tù trưởng này. Trụ sở của tổ chức đặt tại Bỉ và được điều hành bởi một hội đồng đứng đầu là Chủ tịch Maximilien Strauch, cũng là một người Bỉ. Cho đến trước khi chức Đại Thống sứ được thiết lập, quyền quản lý các khu vực lãnh thổ thuộc Congo được giao cho Trưởng đoàn thám hiểm của khu vực. Người giữ chức này cho đến trước tháng 4 năm 1884 là Henry Morton Stanley.
| Tên               | Chân dung   | Chức vụ                              | Năm sinh - năm mất                                   | Nhiệm kỳ làm việc                        |
| ----------------- | ----------- | ------------------------------------ | ---------------------------------------------------- | ---------------------------------------- |
| Francis de Winton | không khung | Đại Thống sứ (Administrator-General) | 21 tháng 6 năm 1835 - 16 tháng 12 năm 1901 (66 tuổi) | 22 tháng 4 năm 1884 - 1 tháng 7 năm 1885 |

## Nhà nước Tự do Congo (1885 - 1908)

### Đại Thống sứ/Toàn quyền
| Tên               | Chân dung   | Chức vụ                              | Năm sinh - năm mất                                   | Nhiệm kỳ làm việc                                                                       |
| ----------------- | ----------- | ------------------------------------ | ---------------------------------------------------- | --------------------------------------------------------------------------------------- |
| Francis de Winton | không khung | Đại Thống sứ (Administrator-General) | 21 tháng 6 năm 1835 - 16 tháng 12 năm 1901 (66 tuổi) | 1 tháng 7 năm 1885 - Tháng 4 năm 1886                                                   |
| Camille Janssen   | không khung | Đại Thống sứ (Administrator-General) | 5 tháng 12 năm 1837 - 18 tháng 4 năm 1926 (88 tuổi)  | Tháng 4 năm 1886 - 17 tháng 4 năm 1887                                                  |
| Camille Janssen   | không khung | Toàn quyền                           | 5 tháng 12 năm 1837 - 18 tháng 4 năm 1926 (88 tuổi)  | 17 tháng 4 năm 1887 - 1 tháng 7 năm 1892                                                |
| Théophile Wahis   | không khung | Toàn quyền                           | 27 tháng 4 năm 1844 - 26 tháng 1 năm 1921 (76 tuổi)  | 26 tháng 8 năm 1892 - 4 tháng 9 năm 1896 và 21 tháng 12 năm 1900 - 15 tháng 11 năm 1908 |

### Phó Toàn quyền
| Tên                        | Chân dung                | Năm sinh - năm mất (tuổi)                            | Chức vụ                 | Nhiệm kỳ làm việc                         |
| -------------------------- | ------------------------ | ---------------------------------------------------- | ----------------------- | ----------------------------------------- |
| Camille Janssen            | 151x151px[liên kết hỏng] | 5 tháng 12 năm 1837 - 18 tháng 4 năm 1926 (88 tuổi)  | Phó Toàn quyền          | 30 tháng 7 năm 1886 - 1 tháng 7 năm 1892  |
| Herman Ledeganck           | 133x133px[liên kết hỏng] | 2 tháng 2 năm 1841 - 17 tháng 11 năm 1908 (67 tuổi)  | Phó Toàn quyền          | 31 tháng 1 năm 1888 - Tháng 1 năm 1889    |
| Henri Gondry               | không khung              | 9 tháng 2 năm 1845 - 18 tháng 5 năm 1889 (44 tuổi)   | Quyền Phó Toàn quyền    | Tháng 1 năm 1889 - 18 tháng 5 năm 1889    |
| Camille Coquilhat          | không khung              | 15 tháng 10 năm 1853 - 24 tháng 3 năm 1891(38 tuổi)  | Phó Toàn quyền          | 1890 - 24 tháng 3 năm 1891                |
| Théophile Wahis            | không khung              | 27 tháng 4 năm 1844 - 26 tháng 1 năm 1921 (76 tuổi)  | Phó Toàn quyền          | 15 tháng 4 năm 1891 - 1 tháng 7 năm 1892  |
| Francis Dhanis             | không khung              | 11 tháng 3 năm 1861 - 13 tháng 11 năm 1909 (48 tuổi) | Phó Toàn quyền          | 4 tháng 9 năm 1896 - 1897                 |
| Émile Wangermée            | không khung              | 14 tháng 3 năm 1855 - 1924 (78 hoặc 79 tuổi)         | Phó Toàn quyền          | 11 tháng 4 năm 1987 - 1 tháng 12 năm 1897 |
| Alphonse van Gèle          | không khung              | 25 tháng 4 năm 1848 - 23 tháng 2 năm 1939 (90 tuổi)  | Phó Toàn quyền          | 1 tháng 12 năm 1897 - 10 tháng 1 năm 1899 |
| Paul Costermans            | không khung              | 2 tháng 4 năm 1860 - 9 tháng 3 năm 1905 (44 tuổi)    | Phó Toàn quyền          | Tháng 1 năm 1904 - Tháng 3 năm 1905       |
| Félix Fuchs                | không khung              | 25 tháng 1 năm 1858 - 23 tháng 2 năm 1928 (70 tuổi)  | Phó Toàn quyền Lâm thời | 25 tháng 12 năm 1902 - 4 tháng 3 năm 1904 |
| Félix Fuchs                | không khung              | 25 tháng 1 năm 1858 - 23 tháng 2 năm 1928 (70 tuổi)  | Phó Toàn quyền          | 1907 - 1908                               |
| Albert Lantonnois van Rode | không khung              | 19 tháng 6 năm 1852 - 2 tháng 4 năm 1934 (87 tuổi)   | Phó Toàn quyền          | Tháng 5 năm 1905 - 1906/1907              |

## Toàn quyền Congo thuộc Bỉ (1908 - 1960)
| Tên              | Chân dung   | Năm sinh - năm mất                                    | Nhiệm kỳ làm việc                          |
| ---------------- | ----------- | ----------------------------------------------------- | ------------------------------------------ |
| Théophile Wahis  | không khung | 27 tháng 4 năm 1844 - 26 tháng 1 năm 1921 (76 tuổi)   | 15 tháng 11 năm 1908 - 20 tháng 5 năm 1912 |
| Félix Fuchs      | không khung | 25 tháng 1 năm 1858 - 23 tháng 2 năm 1928 (70 tuổi)   | 20 tháng 5 năm 1912 - 5 tháng 1 năm 1916   |
| Eugène Henry     | không khung | 22 tháng 12 năm 1862 - 27 tháng 12 năm 1930 (68 tuổi) | 5 tháng 1 năm 1916 - 30 tháng 1 năm 1921   |
| Maurice Lippens  | không khung | 21 tháng 8 năm 1875 - 12 tháng 7 năm 1956 (80 tuổi)   | 30 tháng 1 năm 1921 - 24 tháng 1 năm 1923  |
| Martin Rutten    | không khung | 12 tháng 6 năm 1876 - 31 tháng 12 năm 1944 (78 tuổi)  | 24 tháng 1 năm 1923 - 27 tháng 12 năm 1927 |
| Auguste Tilkens  | không khung | 1 tháng 10 năm 1869 - 1 tháng 12 năm 1949 (80 tuổi)   | 27 tháng 12 năm 1927 - 14 tháng 9 năm 1934 |
| Pierre Ryckmans  | không khung | 23 tháng 11 năm 1891 - 18 tháng 2 năm 1859 (67 tuổi)  | 14 tháng 9 năm 1936 - 31 tháng 12 năm 1946 |
| Eugène Jungers   | không khung | 19 tháng 7 năm 1888 - 17 tháng 9 năm 1958 (70 tuổi)   | 31 tháng 12 năm 1946 - 1 tháng 1 năm 1952  |
| Léo Pétillon     | không khung | 22 tháng 5 năm 1903 - 1 tháng 4 năm 1996 (92 tuổi)    | 1 tháng 1 năm 1952 - 12 tháng 7 năm 1958   |
| Hendrik Cornelis | không khung | 18 tháng 9 năm 1990 - 1999 (88 hoặc 89 tuổi)          | 12 tháng 7 năm 1958 - 30 tháng 6 năm 1960  |

Vào ngày 30 tháng 6 năm 1960, Congo tuyên bố độc lập và lấy tên là Cộng hòa Congo.